# Kanton Saint-Vallier (Saône-et-Loire)
Saint-Vallier is een kanton van het Franse departement Saône-et-Loire. Het kanton maakt deel uit van de arrondissementen  Chalon-sur-Saône (1) en Charolles (4)
.  

Het telt 18.166  inwoners in 2018.

Het kanton werd gevormd ingevolge het decreet van 18  februari 2014 met uitwerking op 22 maart 2015.

## Gemeenten
Het kanton omvat volgende 5 gemeenten.: 
- Ciry-le-Noble
- Génelard
- Perrecy-les-Forges
- Saint-Vallier
- Sanvignes-les-Mines